# Metacrinus
Metacrinus is een geslacht van zeelelies uit de familie Isselicrinidae.

## Soorten
- Metacrinus costatus Carpenter, 1884
- Metacrinus interruptus Carpenter, 1884
- Metacrinus levii Améziane-Cominardi, 1990
- Metacrinus musorstomae Roux, 1981
- Metacrinus nodosus Carpenter, 1884
- Metacrinus rotundus Carpenter, 1885
- Metacrinus serratus Döderlein, 1907
- Metacrinus wyvillii Carpenter, 1884
- Metacrinus zonatus A.H. Clark, 1908